# Шурминские заводы
Шурминские заводы — Верхнешурминский (также — Шурминский Верхний) железоделательный, Среднешурминский (также — Шурманикольский) чугуноплавильный и железоделательный и Нижнешурминский (также — Шурминский) медеплавильный и железоделательный заводы, действовавшие в Вятской губернии с 1730-х годов до конца 1870-х годов. Заводы располагались на реке Шурминке в 1 версте друг от друга.

## Нижнешурминский завод
Нижнешурминский (Шурминский) медеплавильный и железоделательный завод строился по указам Берг-коллегии от 22 февраля 1731 года и Сибирского Обер-бергамта от 15 февраля 1732 года на реке Шурминке, в 25 верстах от Уржума компанией вятских посадских людей Александром Прозоровым, Вонифатием Дряхловым и Козьмой Хохряковым. Земля под строительство завода была арендована у ясачных марийцев Шурминской, Ронской и Малой Пиляморской волостей.
Медеплавильное производство было запущено в конце 1732 года. В 1737 году завод перешёл во владение Прозоровых, которые в 1747 году продали его Мосоловым. В 1745 году в составе завода действовали медеплавильная фабрика с 2 плавильными печами и 1 гармахерским горном и фабрика для обжига руд с 6 перемётными печами. Казённая лесная дача располагалась в радиусе 10 вёрст от завода. Руда на завод поставлялась с Аламатского, Арняшевского, Рошкинского и Шурминского рудников, расположенных на расстоянии от 40 до 160 вёрст от завода. К заводу было приписано 383 государственных крестьян. В 1775 году выплавка меди была прекращена из-за истощения рудников.
С 1772 года на Нижнешурминском заводе было запущено железоделательное производство. Чугун для передела поставлялся с Буйского завода. В 1774 году на заводе работали 2 молота и 4 горна, 2 кузницы с 8 горнами, 2 медеплавильные фабрики с 10 плавильными печами, 2 гармахерские фабрики с 6 горнами, обжигальная фабрика с 6 печами и вспомогательные мастерские. Штат завода состоял из 250 мастеровых и работных людей.
В 1797 году Нижнешурминский завод перерабатывал чугун Буйского и Шурманикольского заводов, производил железо разных сортов, медеплавильное оборудование было демонтировано. На заводе работали 2 молотовые фабрики с 7 горнами и 4 молотами, кузница с 5 горнами и 2 молотами и вспомогательные мастерские. Штат завода состоял из 103 мастеровых и работных людей, приписных крестьян завод не имел.
В 1817 году все три Шурминских завода были переданы в казённое управление. В 1841 году на Нижнешурминском заводе действовали 2 молотовые фабрики с 10 кричными горнами и 10 молотами, 3 воздуходувные машины. В этот год завод переработал 44,4 тыс. пудов чугуна и произвёл 35,4 тыс. пудов полосового и 812 пудов поделочного железа. В 1874 году завод произвёл 13,7 тыс. пудов сортового железа.
В 1876 году Нижнешурминский завод был закрыт из-за низкой рентабельности производства.

## Верхнешурминский завод
Небольшой передельный Верхнешурминский железоделательный завод был построен на государственной земле на реке Шурминке Мосоловыми в 1772 году по указу Вятской казённой палаты. Чугун для переработки поступал с Буйского завода, а с 1788 года — дополнительно с Шурманикольского (Среднешурминского) завода. Оборудование завода и количество произведённой продукции указывалось совместно с Среднешурминским заводом. В 1875 году Среднешурминский завод был закрыт из-за низкой рентабельности производства.

## Среднешурминский завод
Среднешурминский (Шурманикольский) чугуноплавильный и железоделательный завод был построен Мосоловыми на реке Шурминке в 1788 году по указу Вятской казённой палаты. В 1797 году на заводе действовали 1 доменная печь и 3 печи для отливки припасов и сушки форм, молотовая фабрика с 2 горнами и 2 молотами, меховая фабрика, кузница с 3 горнами. Средний годовой объём производства составлял 26,5 тыс. пудов чугуна. К заводу было приписано 15 действующих и 20 недействующих железных рудников. На заводе работали 50 мастеровых и работных людей, приписных крестьян завод не имел.
В 1841 году на заводе работала одна домна высотой 9,6 м, шириной в распаре 2,9 м, в колошнике — 2,1 м, одна воздуходувная трёхцилиндровая машина с приводом от водяного колеса. За этот же год было переработано 170 тыс. пудов руды, произведено 49,9 тыс. пудов чугуна. В молотовой фабрике работали 2 кричных горна, 2 кричных молота и воздуходувная машина. За этот же год было переработано 77 тыс. пудов чугуна и произведено 5,5 тыс. пудов полосового железа и более 60 тыс. пудов железа других сортов.
В 1860 году на заводе была работали 1 домна, 3 вагранки, было произведено 50 тыс. пудов чугуна, отлито чугунных припасов 10,9 тыс. пудов. Все Шурминские заводы в это время снабжались рудой с 109 железных рудников. Общий штат трёх заводов состоял из 715 человек. В 1874 году на Среднешурминском заводе было выплавлено 14 147 пудов чугуна в штыках и 4787 пудов в припасах.
В 1878 году Среднешурминский завод был закрыт из-за низкой рентабельности производства.